# Jim Midgley
Jim Midgley (* 5. März 1978 in Townsend, Ontario) ist ein ehemaliger kanadischer Eishockeyspieler und aktueller -trainer, der zuletzt bis zum Ende der Saison 2024/25 als Assistenztrainer der Toronto Sceptres in der Professional Women’s Hockey League (PWHL) tätig gewesen ist. Zuvor war er unter anderem bereits Co-Trainer der New York Rangers in der National Hockey League (NHL).

## Karriere
Jim Midgley wurde als Juniorenspieler der St. Thomas Stars in der Western Ontario Hockey League (WOHL) im Jahr 1995 von den North Bay Centennials für die Ontario Hockey League (OHL) gedraftet. In den folgenden drei Jahren spielte er in dieser Liga zunächst für die Centennials, später für die Belleville Bulls. Während eines Studiums an der Saint Mary’s University in Halifax lief er ab 1998 vier Jahre lang für deren Eishockeyteam in der Canadian Interuniversity Athletics Union (CIAU) auf. In seiner Conference, der Atlantic University Sport (AUS), wurde er im Jahr 1999 zum Rookie of the Year gewählt. Ab 1999 führte der Center seine Mannschaft als Kapitän an. In seiner Abschlusssaison an der Universität wurde er ins zweite All-Star-Team der AUS gewählt. Seine Profikarriere bestand dann nur aus einer Spielzeit bei den Fort Worth Brahmas in der Central Hockey League (CHL).
Ab 2003 konzentrierte sich Midgley ausschließlich auf eine Trainerlaufbahn, die im Nachwuchsbereich begann. Er war vier Jahre lang Co-Trainer des Teams der Acadia University und ab 2007 für zwei Spielzeiten in derselben Funktion bei den Saint John Sea Dogs in der Ligue de hockey junior majeur du Québec (LHJMQ) tätig. Von 2009 bis 2011 war er „Director of Hockey Operations“ an der Rothesay Netherwood School. Nachdem er im Jahr 2009 bereits als Co-Trainer für das kanadische Atlantik-Team an der World U-17 Hockey Challenge teilgenommen hatte, betreute er das Team bei Turnier 2010 als Headcoach.
Von 2011 bis 2018 war Midgley bei den Halifax Mooseheads in der LHJMQ beschäftigt. Als Co-Trainer gewann er mit dem Team den Memorial Cup 2013. Nach fünf Jahren in der Rolle des Assistenten wurde er zur Saison 2017/18 zum Cheftrainer befördert, in dieser Funktion am Ende der Spielzeit aber nicht weiterbeschäftigt. In der Saison 2019/20 war er Co-Trainer von Jason O’Leary bei den Iserlohn Roosters aus der Deutschen Eishockey Liga (DEL). Anschließend kehrte er nach Nordamerika zurück und fand Anstellungen in der National Hockey League (NHL). Als Scout arbeitete er für die Philadelphia Flyers, bei den New York Rangers war er dann von 2021 bis 2023 als Assistenztrainer tätig. Zwischen diesen Engagements gewann er als Teil des von Troy Ryan angeführten Trainerteams der kanadischen Frauen-Nationalmannschaft die Goldmedaille bei der Weltmeisterschaft 2021.
In der Spielzeit 2023/24 kehrte Midgley als Cheftrainer hinter die Bande der Mooseheads zurück, bevor er in der Saison 2024/25 zu den Toronto Sceptres in die Professional Women’s Hockey League (PWHL) wechselte. Dort ist er abermals als Assistent von Troy Ryan tätig.

## Erfolge und Auszeichnungen
- 1999 Atlantic University Sport (AUS) Rookie of the Year
- 2002 AUS Second All-Star Team
- 2013 Memorial-Cup-Gewinn mit den Halifax Mooseheads (als Co-Trainer)
- 2021 Goldmedaille bei der Frauen-Weltmeisterschaft mit der kanadischen Nationalmannschaft (als Co-Trainer)

## Karrierestatistik
(Legende zur Spielerstatistik: Sp oder GP = absolvierte Spiele; T oder G = erzielte Tore; V oder A = erzielte Assists; Pkt oder Pts = erzielte Scorerpunkte; SM oder PIM = erhaltene Strafminuten; +/− = Plus/Minus-Bilanz; PP = erzielte Überzahltore; SH = erzielte Unterzahltore; GW = erzielte Siegtore; 1 Play-downs/Relegation; Kursiv: Statistik nicht vollständig)